# Serena Tolino
 (avril 2023).
Pour l’article homonyme, voir Tolino.
Serena Tolino (née le 12 février 1983 à Rome) est une professeure italienne d'études du Moyen-Orient et de l'Islam.

## Biographie
Tolino a étudié les langues, l'histoire et les cultures des pays méditerranéens et islamiques à l'université de Naples - L'Orientale. Pendant ses études, elle a passé trois ans au Caire. Elle a ensuite obtenu une bourse à la Graduate School Society and Culture in Motion de l'université Martin-Luther de Halle-Wittemberg, où elle a obtenu un doctorat en 2012 dans le cadre d'une cotutelle avec l'université de Naples - L'Orientale sur le thème de l'homosexualité et des pratiques homosexuelles dans le droit islamique et le droit positif en Égypte. Après avoir terminé son doctorat, elle a travaillé comme assistante à l'université de Zurich dans le cadre d'un projet de recherche du FNS.
Au semestre d'hiver 2013-2014, elle est membre du programme d'études juridiques islamiques de l'université Harvard. De 2016 à 2020, elle a été professeure junior d'études islamiques à Hambourg, en Allemagne. En 2017, elle reçoit le certificat de didactique universitaire du Hamburg Center for University Teaching and Learning. Depuis 2020, elle est professeure associée d'études islamiques à Berne, en Suisse.
Ses recherches portent sur la loi islamique, les LGBTQI, le genre et la sexualité dans les pays islamiques et l'histoire de l'esclavage au Moyen-Orient.

## Publications notables
- (it) Atti omosessuali e omosessualità fra diritto islamico e diritto positivo. Il caso egiziano con alcuni cenni all'esperienza lebanese, Naples, 2013 (ISBN 978-88-495-2387-4).
- En tant que rédactrice en chef avec Almut Höfert et Matthew M. Mesley : (it) Celibate and childless men in power, Les eunuques et les évêques au pouvoir dans le monde pré-moderne, Londres, 2018 (ISBN 978-1-4724-5340-2).